# Са Чжітан
Са Чжітан (англ. Chih-Tang (Tom) Sah, кит.: 萨支唐, нар. листопад 1932, Пекіні, Китай). Сьогодні почесний член відділення електричної та комп'ютерної інженерії Університету Флориди.
Знайшов популярність в фізиці та техніці відомою моделлю Са при розгляді стандартних МДН-транзисторів, опублікованою в 1964 році. Суть моделі Са полягає у спрощенні розгляду режиму сильної інверсії на поверхні напівпровідника, що виникає внаслідок ефекту поля і дозволяє отримати аналітичний розв'язок для вольт-амперних характеристик (ВАХ) МДН-транзисторів. В свою чергу це дозволило осмислено використовувати МДН-транзистори в техніці, бурхливий розвиток якої в 70-ті роки привів до розробки НВІС (надвеликих інтегральних схем), що широко використовуються навіть сьогодні при виробництві мікропроцесорів.

## Нагороди
- 2004 — Honorary Doctorate, National Chao-Tung University
- 2003 — Distinguished Lifetime Achievement Award, Chinese Institute of Engineers USA
- 2002 — Committee-100 Pioneer Recognition Award
- 2000 — Вибраний в Китайську Академію Наук
- 1999 — Academician, Academia Sinica of China in Taiwan
- 1999 — Semiconductor Industry Association University Research Award
- 1998 — University Research Award, U S Semiconductor Industry Association
- 1995 — Fellow, American Association of Advanced of Science
- 1995 — IEEE Life Fellow
- 1994 — Alumni Achievement Award, University of Illinois
- 1989 — IEEE Jack Morton Award
- 1986 — Вибраний в Американську національну Академію Інженерів
- 1981 — J. J. Ebers Award, IEEE Electron Device Society
- 1975 — Doctoris Honoris Causa, K. U. Leuven
- 1971 — Член Американського Фізичного Товариства
- 1969 — Член Американського Інституту з Електрики та Електронної Інженерії (IEEE)
- 1000 World's Most Cited Scientists, 1865—1978, Інститут наукової інформації

## Виноски
1. 1 2  Математичний генеалогічний проєкт — 1997.
2. ↑  www.ece.ufl.edu/people/faculty/sah.html. Архів оригіналу за 12 листопада 2007. Процитовано 25 квітня 2008.
3. ↑  C.T.Sah, IEEE Trans.Electron Devices ED-11, 324 (1964)
4. ↑  Accuracy of Long-Wide Channel Thick-Base MOS Transistor Models, B.B. Jie and Chih-Tang Sah, IEEE Transactions on Electron Devices, vol.54, no.8, August 2007.

## Патенти
- 3,204,160 — Surface Potential Controlled Semiconductor Device, August 1965
- 3,280,391 — High Frequency Transistor, October 1966
- 3,243,669 — Surface Potential Controlled Semiconductor Device, March 1969
- Patent Pending — DCIV Methodology for Rapid Determination of Reliability of Transistors, with A. Neugroschel
- 4,343,962 — Oxide Charge Induced High Low Junction Emitter Solar Cell, with J. G. Fossum, S. C. Pao, F. A. Lindholm, 1982